# Examnes lumawigi
Examnes lumawigi är en skalbaggsart som beskrevs av Hüdepohl 1990. Examnes lumawigi ingår i släktet Examnes och familjen långhorningar.
Artens utbredningsområde är Filippinerna. Inga underarter finns listade i Catalogue of Life.